# 쇼트리지생쥐
쇼트리지생쥐(Mus shortridgei)는 쥐과 생쥐속에 속하는 설치류의 일종이다. 캄보디아와 라오스, 미얀마, 태국, 베트남에서 발견된다.